# 利梅伊-布雷瓦讷
利梅伊-布雷瓦讷（法語：Limeil-Brévannes，法語發音：[limɛj bʁevan] ⓘ）是法国法蘭西島大區马恩河谷省的一个市镇，位于该省南部，属于克雷泰伊区。该市镇于1790-1794年间由利梅伊（Limeil）和布雷瓦讷（Brévannes）合并而成。

## 地理
利梅伊-布雷瓦讷（48°44'47"N, 2°29'18"E）面积6.93 平方千米，位于法国法蘭西島大區马恩河谷省，该省份为法国北部内陆省份，毗邻巴黎。
与利梅伊-布雷瓦讷接壤的市镇（或旧市镇、城区）包括：克雷泰伊、耶尔、布瓦西圣莱热、马恩河畔博讷伊、瓦朗通、维勒克雷讷。
利梅伊-布雷瓦讷的时区为UTC+01:00、UTC+02:00（夏令时）。

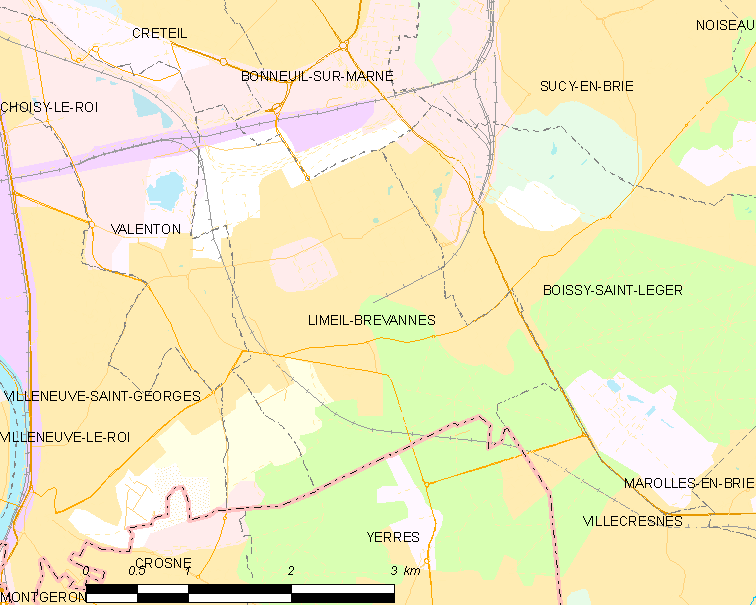
利梅伊-布雷瓦讷的OSM定位图

## 行政
利梅伊-布雷瓦讷的邮政编码为94450，INSEE市镇编码为94044。

## 政治
利梅伊-布雷瓦讷所属的省级选区为圣乔治新城县。

## 人口

1962-2008年间利梅伊-布雷瓦讷人口变化图示

利梅伊-布雷瓦讷于2022年1月1日时的人口数量为27806人。